# Połownictwo
Połownictwo (ang. sharecropping, fr. métayage, hiszp. aparcería, ros. издoльщина) – forma dzierżawy ziemi i gospodarstw, w której właściciel ziemi otrzymuje tytułem czynszu część zbiorów (od 1/3 do 3/4) od dzierżawcy (połownika). Polska nazwa pochodzi od oddawania połowy zbioru.
W Attyce przed reformami Solona pracujący na polach należących do eupatrydów zwani byli hektemoroi (gr. ἑκτήμοροι, „sześcioczęściowcy“). Znaczenie nazwy jest sporne. Według Arystotelesa (Ustrój Aten, 2) szóstą część zbiorów mogli zatrzymać dla siebie, zdaniem Plutarcha (Biografia Solona, 13) szóstą część stanowiła wnoszona danina. Bardziej prawdopodobna wydaje się wersja druga.
Heloci meseńscy musieli oddawać połowę plonów.
W starożytnym Rzymie instytucja taka nosiła nazwę colonia partiaria, zaś dzierżawca zwany był colonus partiarius (od łac. colere 'uprawiać (ziemię); zamieszkiwać' i pars dopełniacz partis 'część').
Połownictwo było charakterystyczne dla ustroju feudalnego (p. renta feudalna). Rozwinęło się również w Stanach Zjednoczonych po zniesieniu niewolnictwa i w niektórych krajach Ameryki Łacińskiej. Obecnie utrzymuje się głównie w krajach Bliskiego i Dalekiego Wschodu, gdzie zastępowane jest nowoczesnymi formami dzierżawy.
Konwencja MOP Nr 141 z 23 czerwca 1975 dotycząca organizacji pracowników rolnych wymaga, by strony jej zapewniły swobodę zrzeszania wszystkich pracowników rolnych, w tym także pracujących na własny rachunek, jak dzierżawców, połowników i drobnych właścicieli ziemskich (art. 2). Konwencja Nr 150 z 26 czerwca 1978 dotycząca roli, zadań i organizacji administracji pracy w art. 7 przewiduje popieranie rozszerzania zadań systemu administracji pracy przez obejmowanie nimi działalności, wykonywanej we współpracy z innymi właściwymi organami, a dotyczącej warunków pracy i życia zawodowego tych kategorii pracowników, którzy w świetle prawa nie wykonują pracy najemnej, takich jak: a) rolnicy, którzy nie zatrudniają pracowników obcych, połownicy i pracownicy rolni podobnych kategorii.	
Kodeks cywilny w art. 693 głosi: § 1. Przez umowę dzierżawy wydzierżawiający zobowiązuje się oddać dzierżawcy rzecz do używania i pobierania pożytków przez czas oznaczony lub nie oznaczony, a dzierżawca zobowiązuje się płacić wydzierżawiającemu umówiony czynsz. § 2. Czynsz może być zastrzeżony w pieniądzach lub świadczeniach innego rodzaju. Może być również oznaczony w ułamkowej części pożytków. Kodeks zabrania świadczeń niewspółmiernych w art. 388. § 1: Jeżeli jedna ze stron, wyzyskując przymusowe położenie, niedołęstwo lub niedoświadczenie drugiej strony, w zamian za swoje świadczenie przyjmuje albo zastrzega dla siebie lub dla osoby trzeciej świadczenie, którego wartość w chwili zawarcia umowy przewyższa w rażącym stopniu wartość jej własnego świadczenia, druga strona może żądać zmniejszenia swego świadczenia lub zwiększenia należnego jej świadczenia, a w wypadku gdy jedno i drugie byłoby nadmiernie utrudnione, może ona żądać unieważnienia umowy. (p. też bezpodstawne wzbogacenie).